# Кларесса Шилдс
Кларесса Шилдс  (англ. Claressa Shields, 17 березня 1995, Флінт, Мічиган) — американська професійна боксерка, дворазова олімпійська чемпіонка, дворазова чемпіонка світу серед аматорів, чемпіонка Панамериканських ігор, чемпіонка світу за версією IBF (2017 - 2018), за версією WBC (2017 - 2018) у другій середній вазі, за версією IBF (2018 - т.ч.), за версією WBA (2018 - т.ч.), за версією WBC (2019 - т.ч.), за версією WBO (2019 - т.ч.), за версією журналу Ринг (2019 - т.ч.) у середній вазі, за версією WBC (2020 - т.ч.), за версією WBO (2020 - т.ч.) у першій середній вазі.

## Ранні роки
З боксом Кларессу познайомив її батько Бо Шилдс, який сам був боксером, тренером і брав участь у підпільних боях. Він був спочатку проти того, щоб Кларесса займалася боксом, але коли їй було 11 років, здався її умовлянням і заплатив місцевому клубу, щоб донька могла відвідувати тренування.

## Любительська кар'єра
Після перемог на юнацьких чемпіонатах Кларесса  взяла участь у 2011 році у чемпіонаті Національної поліцейської атлетичної ліги, здобула перемогу у середній вазі і була кваліфікована на олімпійський відбір США, який успішно пройшла.
Після перемоги в олімпійському відборі США Шилдс потрапила на чемпіонат світу 2012, де стартувала з перемоги в 1/32, але зазнала невдачі в 1/16 проти британки Саванни Маршалл, і шанси Шилдс на кваліфікацію на Олімпійські ігри 2012 залежали від подальшого виступу Маршалл. Британка стала чемпіонкою світу 2012, а Шилдс отримала пропуск на Олімпіаду. Поразка від Маршалл залишилася єдиною в любительській кар'єрі Шилдс.

### Виступ на Олімпіаді 2012
У чвертьфіналі перемогла Анну Лорелл (Швеція) — 18-14
У півфіналі перемогла Марину Вольнову (Казахстан) — 29-15
У фіналі перемогла Надію Торлопову (Росія) — 19-12
Кларесса Шилдс стала першою американською боксеркою, що виграла змагання з боксу на Олімпійських іграх.
В 2014 році Шилдс виграла золото чемпіонату світу, а в 2015 — золото Панамериканських ігор.
В 2016 році вдруге перемогла на чемпіонаті світу.

### Виступ на Олімпіаді 2016
У чвертьфіналі перемогла Ярославу Якушину (Росія) — 3-0
У півфіналі перемогла Дарігу Шакімову (Казахстан) — 3-0
У фіналі перемогла Нучку Фонтійн (Нідерланди) — 3-0
Шилдс стала першою володаркою жіночого Кубка Вела Баркера і першим американським боксером — жінкою чи чоловіком, що виграла дві Олімпіади підряд.

### Виступи на Олімпіадах
| Олімпіада   | Дисципліна | Місце |
| ----------- | ---------- | ----- |
| Лондон 2012 | 75 кг      | 1     |
| Ріо 2016    | 75 кг      | 1     |

## Професіональна кар'єра
Дебютувала з перемоги на профірингу 19 листопада 2016 року. Бій Шилдс з Франчон Крюс пройшов в андеркарді бою Андре Ворд - Сергій Ковальов.
10 березня 2017 року в бою з угоркою Сільвією Шабадош Шилдс завоювала вакантний титул чемпіонки Північної Америки за версією NABF. Бій транслювався каналом Showtime, і це був перший випадок, коли 6-раундовий жіночий бій очолював андеркард головного бою, в якому в цей вечір зустрічалися росіянин Микола Потапов і американець Антоніо Ньєвес.
16 червня 2017 року у 8-раундовому поєдинку Кларесса перемогла Сідні Лебланк і завоювала "срібний" пояс за версією WBC.
4 серпня 2017 року в Детройті в своєму четвертому бою в головному поєдинку вечора Шилдс відібрала у до того непереможної німкені Ніккі Адлер звання чемпіонки світу за версією WBC, завоювавши попутно вакантне звання чемпіонки за версією IBF, у другій середній вазі. Перевага Шилдс була настільки очевидною, що здавалося, що у неї в суперниках не чемпіонка світу, а посередній боксер. 10-раундовий поєдинок закінчився технічним нокаутом німкені у 5 раунді. Бій транслювався на Showtime.
12 січня 2018 року в головному поєдинку вечора Шилдс провела захист чемпіонських титулів, здолавши в 10 раундах співвітчизницю  Торі Нельсон.
22 червня 2018 року в Детройті Шилдс перемогла костариканку Ганну Габріельс і завоювала вакантні титули чемпіонки світу за версіями WBA і IBF у середній вазі. Незважаючи на кінцеву перемогу одностайним рішенням, бій склався для Кларесси дуже непросто. В першому раунді вона побувала в нокдауні, а до 8 раунду у неї під оком з'явилася велика гематома. Перемога дозволила Шилдс стати чемпіонкою світу в двох категоріях в шостому бою і перевершити досягнення Василя Ломаченко в боксі серед чоловіків, який досяг подібного за 7 поєдинків.
17 листопада 2018 року Кларесса додала до титулів WBA і IBF ще й вакантний титул WBC, здобувши перемогу одностайним рішенням над шотландкою Ганною Ренкін.
8 грудня 2018 року Шилдс легко перемогла Фемке Германс з Бельгії в бою, який був частиною останнього вечора професійного боксу, який транслював канал HBO.
13 квітня 2019 року в Атлантик-Сіті чемпіонка WBC, WBA, IBF Кларесса Шилдс і чемпіонка WBO німкеня Крістіна Хаммер провели поєдинок за звання абсолютної чемпіонки світу в середній вазі. Шилдс володіла ініциативою, була близька до дострокової зупинки бою і не дала Хаммер жодного шансу на перемогу, здобувши перемогу одностайним рішенням. Ця перемога дозволила Кларессі стати абсолютною чемпіонкою світу, другою в історії жіночого професійного боксу після Сесілії Брехус, і першою володаркою пояса журналу Ринг в середній вазі.
10 січня 2020 року Шилдс вписала своє ім'я в історію боксу, перевершивши досягнення Василя Ломаченко в боксі серед чоловіків, який став чемпіоном світу в трьох категоріях за 12 поєдинків. Шилдс, перебоксувавши в бою за вакантні титули чемпіонки світу за версіями WBC і WBO у першій середній вазі хорватку Івану Хабазін, стала чемпіонкою світу в трьох категоріях за 10 поєдинків.